# بينيلوب شوت
بينيلوب شوت (بالإنجليزية: Penelope Schott)‏ هي كاتِبة وشاعرة أمريكية، ولدت في 20 أبريل 1942.